# 谌贻琴
谌贻琴（1959年12月—），女，白族。贵州织金人，中国共产黨、中华人民共和国政治人物，副国级领导人，毕业于贵州大学历史系，修有中共中央党校在职研究生学历，曾任中共贵州省委副书记、省人民政府省长、省委书记等职务。现任中华人民共和国国务委员、国务院党组成员，国务院妇女儿童工作委员会主任，全国妇联主席。
谌贻琴是中共第十七届、第十八届中央候补委员，第十九届、第二十届中央委员，也是中国建国以来的第三位女性省级行政区党委书记。

## 经历

### 早年及贵州履历
1977至1978年，在贵州省织金县供销知青队当知青，曾任团支部书记。
1978至1982年，在贵州大学历史系历史专业学习。
1982年1月起，先后任中共贵州省委党校党史党建教研室助教、讲师及党史教研室副主任。
1990年3月至1992年3月，挂职任中共贵州省织金县委副书记。
1993年3月起，先后任中共贵州省委党校副校长、党委委员，贵州行政学院副院长、党委委员（其间于1995年9月至1996年1月在贵州省委党校中青班学习）。
1998年8月，任贵州省委党校（贵州行政学院）副校长（副院长）、党委副书记。
1999年2月，任贵州省社会科学界联合会党组书记、副主席（其间于1998年9月至1999年7月在中共中央党校培训部一年制中青班学习；1998年9月至2001年7月在中共中央党校在职研究生班经济学专业学习）。
2001年12月，出任中共黔南州委副书记（正厅级）。
2003年1月，任中共铜仁地委副书记、行署专员。
2007年4月，任中共贵州省委常委。
2007年5月，任中共贵州省委宣传部部长。
2007年8月，当选为贵州省社会科学界联合会主席。
2012年5月，转任贵州省人民政府常务副省长，次月任省政府党组副书记，同时任贵州省委书记栗战书共事。
2015年4月，任中共贵州省委副书记、省委政法委书记，兼省维稳办主任。
2017年4月，兼任中共贵州省委党校校长，贵州省法学会会长。
2017年9月，任贵州省人民政府党组书记、代理省长，晋升正部级，成为中华人民共和国成立后贵州第一位女省长、第一位白族出身的省长，也是1993年以来贵州首位本省出身的省长。
2018年2月，当选第十三届全国人大代表。
2020年11月，任中共贵州省委书记，成为中国1949年以来继万绍芬和孙春兰之后的第三位女性省级党委书记。
2021年1月，当选贵州省人大常委会主任，同月当选为贵州省军区党委第一书记。
2022年12月，不再担任中共贵州省委书记职务。

#### 国务委员
2022年12月，谌贻琴出席2022年中央经济工作会议，与外交部党组书记齐玉，科技部部长王志刚，教育部部长怀进鹏等同排就座，且电视画面显示其位次居前。
2023年3月，获任命为中华人民共和国国务委员（报道称分管人社、民政、退役军人事务、体育、文化旅游、民族、妇女儿童等事务），晋升副国级，成为历史上第一位白族出身的党和国家领导人，也是第十四届国务院常务会议组成人员中的唯一一位女性。
2023年4月，谌贻琴被任命为杭州亚运会亚残运会领导小组组长，负责领导杭州亚运会筹办事务。

#### 全国妇联
2023年10月25日，当选为第十三届中华全国妇女联合会主席。

## 家庭
- 贵州出生，上海长大。中学就读于上海市第二中学，与严隽琪是发小。

堂姐：谌贻蕙。